# パンダが町にやってくる
『パンダが町にやってくる 』（パンダがまちにやってくる）は、毎日放送 （MBSテレビ） の制作で2008年11月3日から12月26日までTBS系「ひるドラ」（月 - 金、13:30 - 14:00 〈JST〉）枠で放送された日本の昼ドラマ。毎日放送が「ドラマ30」から「ひるドラ」と改称してから同枠のドラマを制作する最初の作品になる。
主演は村上知子（森三中）と野久保直樹。村上は『ブスの瞳に恋してる』（関西テレビ制作・フジテレビ系）以来2年7カ月振りのテレビドラマ出演で、昼ドラマは初主演である。また、野久保にとって初の連続ドラマレギュラー出演作品である。
TBS系列のテレビドラマ『柔道一直線』で主演とヒロイン役を務めた櫻木健一と吉沢京子が、同番組終了後から37年経って夫婦役を務めるということも、一部マスコミなどで話題となった。

## キャスト
若菜 翔子 - 村上知子（森三中）
主人公。29歳。職業は歌手・タレント。テレビの子供番組でパンダの着ぐるみを着ていることで子供達に人気がある。少女時代は“天才少女歌手”として数多くのヒット曲を連発していたが、大人になってからはヒット曲に恵まれず、DJ「如月奈々」などタレントとしての活動が中心となるも、“崖っぷちタレント”のレッテルを貼られるほど仕事が少ない。過去の栄光を取り戻そうと、歌手としてもう一度ヒット曲を出したい夢を持っている。そんな中、洋菓子店の店主・鷲尾仁史と結婚する。
鷲尾 仁史 - 野久保直樹
27歳。翔子の夫。都内の商店街にあるロールケーキ専門の洋菓子店「鷲尾堂」の店主。幼い頃、母親が家出し、天才ケーキ職人と呼ばれた父親の死後は実姉の左右田幸子に育てられた。父が育んだロールケーキの味を守りつつ、日本一のパティシエになるのが夢。ある日、仁史の作ったロールケーキをおいしそうに食べていた翔子に思わず一目惚れし、翔子と結婚することになる。
十条 直哉 - 櫻木健一
商店街の近くにある柔道場の経営者。仁史の父とは幼馴染で、仁史の親代わり的存在。仁史や町内の人々に柔道を教えている。役名の「十条直哉」は「柔道一直線」の主人公で櫻木が演じた「一条直也」に因む。
十条 初子 - 吉沢京子
直哉の妻。仁史の母親代わり的存在。
竜 小太郎 - 竜小太郎
商店街近くに住む大衆演劇の女形俳優。
東城 浩二 - 湯江健幸
翔子が少女時代から憧れていたミュージシャン。
小牧 雄太 - 明樂哲典
商店街の米穀店の三代目店主。仁史の幼馴染。
左右田 幸子 - 藤森夕子（特別出演）
仁史の姉。父の死後、母親代わりとして仁史の面倒を見てきた。結婚後、アメリカに移住したが、3人の子供を連れて帰国した直後、交通事故で死亡した。
左右田 圭祐 - 梨本謙次郎
左右田 沙紀 - 村崎真彩
幸子の長女。
左右田 元紀 - 酒村圭太
幸子の長男。
左右田 有紀 - 北村実優
幸子の次女。
若菜 ゆり - 浅茅陽子
翔子の母。ジャズバー「ミスティ」のママ。元々は歌手だったが、未婚の母として翔子を出産後に芸能界を引退した。翔子のマネージャーも務めている。
新藤 まゆ - Erina
翔子の出ているテレビの子供番組でウサギの着ぐるみを着ている歌のお姉さん。
特別ゲスト
第1週：渡辺美里、第2週：class、第3週：中村あゆみ、第4週：中沢堅司（元H2O）
第5週：岡本真夜、第6週：中村耕一（JAYWALK）、第7週：山根康広・石井慧・斉藤仁、最終週：辛島美登里
1980年代 - 1990年代のヒット曲をドラマ内で使用、その曲の歌手・グループがドラマ内のラジオ番組に本人役としてゲスト出演。第7週は元柔道家の2人も本人役で柔道場のシーンに出演。

## 主題歌
- ZUKAN「シャイン」（R and C、2008年11月12日発売）

## スタッフ
- 脚本：井上登紀子、柚木れい、松本崇、早野円
- 演出：鈴木晴之
- 協力：辻製菓専門学校
- 音楽協力：ミリカ・ミュージック、iVORYMUSIC
- 収録スタジオ：MBSスタジオ in USJ
- 制作統括：藪内広之
- プロデューサー：亀井弘明、中村雅人
- 制作協力：MBS企画
- 製作・著作：毎日放送

## サブタイトル
| 回数   | 第1週〜第4週               | 脚本       | 演出     | 回数   | 第5週〜第8週                     | 脚本       | 演出     |
| ------ | -------------------------- | ---------- | -------- | ------ | -------------------------------- | ---------- | -------- |
| 第1回  | お嫁さんはパンダ?の巻      | 井上登紀子 | 鈴木晴之 | 第21回 | 翔子、歌手人生の危機の巻         | 柚木れい   | 鈴木晴之 |
| 第2回  | 「初夜なのに!」の巻        | 井上登紀子 | 鈴木晴之 | 第22回 | テレビが町にやってくるの巻       | 柚木れい   | 鈴木晴之 |
| 第3回  | 潰されたケーキの巻         | 井上登紀子 | 鈴木晴之 | 第23回 | 仁史、ヒーローになる!の巻        | 柚木れい   | 鈴木晴之 |
| 第4回  | 翔子vs子供達プラス姑の巻   | 井上登紀子 | 鈴木晴之 | 第24回 | がんばれ元紀、負けるな元紀の巻   | 柚木れい   | 鈴木晴之 |
| 第5回  | 家なき子の巻               | 井上登紀子 | 鈴木晴之 | 第25回 | 沙紀の乙女ゴコロの巻             | 柚木れい   | 鈴木晴之 |
| 第6回  | 一緒に暮らそうの巻         | 井上登紀子 | 鈴木晴之 | 第26回 | 戦路は続くよ、どこまでもの巻     | 松本崇     | 鈴木晴之 |
| 第7回  | これも運命?の巻            | 井上登紀子 | 鈴木晴之 | 第27回 | 沙紀の心にカゼが吹くの巻         | 松本崇     | 鈴木晴之 |
| 第8回  | お金がない!の巻            | 井上登紀子 | 鈴木晴之 | 第28回 | 翔子に捧げる行進曲の巻           | 松本崇     | 鈴木晴之 |
| 第9回  | 抜けない指輪の巻           | 井上登紀子 | 鈴木晴之 | 第29回 | 別れの季節!?の巻                 | 松本崇     | 鈴木晴之 |
| 第10回 | 翔子の想い、仁史の決心の巻 | 井上登紀子 | 鈴木晴之 | 第30回 | 翔子の決断の巻                   | 松本崇     | 鈴木晴之 |
| 第11回 | 夢ってなぁに?の巻          | 井上登紀子 | 鈴木晴之 | 第31回 | 私は専業主婦ではダメですか!?の巻 | 早野円     | 鈴木晴之 |
| 第12回 | 秘密がいっぱいの巻         | 井上登紀子 | 鈴木晴之 | 第32回 | 私の大事な宝物の巻               | 早野円     | 鈴木晴之 |
| 第13回 | 言えないことだらけの巻     | 井上登紀子 | 鈴木晴之 | 第33回 | 私はいつでもあなたの見方の巻     | 早野円     | 鈴木晴之 |
| 第14回 | 私って、恥ずかしい?の巻    | 井上登紀子 | 鈴木晴之 | 第34回 | ありがとう!十条先生の巻          | 早野円     | 鈴木晴之 |
| 第15回 | 僕のゆめ・みんなの夢の巻   | 井上登紀子 | 鈴木晴之 | 第35回 | どうして四十九日なの?の巻        | 早野円     | 鈴木晴之 |
| 第16回 | え?ダブル浮気!?の巻        | 井上登紀子 | 鈴木晴之 | 第36回 | お父さんがやってきた!の巻        | 井上登紀子 | 鈴木晴之 |
| 第17回 | 恋ってなあに?の巻          | 井上登紀子 | 鈴木晴之 | 第37回 | 親の心、子どもの思いの巻         | 井上登紀子 | 鈴木晴之 |
| 第18回 | 告白しちゃった!の巻        | 井上登紀子 | 鈴木晴之 | 第38回 | 家族ってなぁに?の巻              | 井上登紀子 | 鈴木晴之 |
| 第19回 | 翔子、演歌唄います!の巻    | 井上登紀子 | 鈴木晴之 | 第39回 | さよなら、子どもたちの巻         | 井上登紀子 | 鈴木晴之 |
| 第20回 | さよなら初恋の巻           | 井上登紀子 | 鈴木晴之 | 最終回 | 一緒にいよう、どんな時もの巻     | 井上登紀子 | 鈴木晴之 |